# Rock đồng quê
Rock đồng quê (tiếng Anh: Country rock) là một thể loại âm nhạc phổ biến, được hình thành từ sự hợp nhất của các thể loại nhạc rock và country. Nó được phát triển bởi các nhạc sĩ nhạc rock, những người bắt đầu thu âm các bản thu âm theo phong cách đồng quê vào cuối những năm 1960 và đầu những năm 1970. Những nhạc sĩ này đã thu âm các bản ghi âm bằng cách sử dụng các chủ đề đồng quê, phong cách hát và nhạc cụ bổ sung, hầu hết là những cây đàn guitar thép đặc trưng. Rock rock bắt đầu với các nghệ sĩ như Bob Dylan, Byrds, Nitty Gritty Dirt Band, Flying Burrito Brothers, Gram Parsons  và những ca sĩ khác. Country rock đạt được sự phổ biến lớn nhất trong thập niên 1970 với các nghệ sĩ như Emmylou Harris, Eagles, Linda Ronstadt, Michael Nesmith, Poco và Pure Prairie League. Country rock cũng ảnh hưởng đến các nghệ sĩ ở các thể loại khác, bao gồm Band, Grateful Dead, Creedence Clearwater Revival, Rolling Stones và tác phẩm solo của George Harrison. Nó cũng đóng một phần trong sự phát triển của nhạc rock miền Nam.

## Đặc điểm
Rock and roll đã thường được xem như là một sự kết hợp của nhịp điệu và blues và nhạc đồng quê, một phản ứng tổng hợp đặc biệt rõ ràng trong rockabilly năm 1950. Cũng đã có sự kết hợp chồng chéo trong suốt lịch sử của cả hai thể loại; tuy nhiên, thuật ngữ country rock thường được sử dụng để chỉ làn sóng nhạc sĩ rock vào cuối những năm 1960 và đầu những năm 1970, những người bắt đầu thu âm các bài hát rock với chủ đề đồng quê, phong cách hát và nhạc cụ bổ sung, hầu hết là những cây guitar thép đặc trưng. John Einarson tuyên bố rằng "từ nhiều quan điểm và động lực khác nhau, những nhạc sĩ này đã chơi nhạc với thái độ rock & roll, hoặc thêm một cảm giác đồng quê vào rock, hoặc dân gian, hoặc bluegrass, không có công thức nào rõ rệt".